# John Ashworth (Fußballspieler, 1870)
John Ashworth (* 1870 in Lowerhouse; † unbekannt) war ein englischer Fußballspieler.

## Karriere
Ashworth war bereits in der Saison 1888/89 gemeinsam mit seinem früheren Lowerhouse-Mannschaftskameraden Brown Mitglied von Burnleys Reservemannschaft. Im Saisonverlauf war er in Freundschaftsspielen der ersten Mannschaft gegen die Bolton Wanderers (Endstand 2:1) und den FC Nelson (6:0) als Torschütze erfolgreich.
Bei seinem Debüt in der Football League am 14. September 1889 als „Zweitmannschaft-Youngster“ vorgestellt, lief er an Stelle des Nationalspielers Jack Yates auf Linksaußen auf. Aus einem Gedränge heraus erzielte er Burnleys Treffer bei der 1:2-Niederlage beim FC Everton. Dennoch wurde er zur folgenden Partie von Jimmy Crabtree ersetzt. Im Januar 1890 wurde er anlässlich eines Heimspiels gegen den FC Stoke erneut in der ersten Mannschaft aufgeboten, die in allen 14 vorangegangenen Saisonspielen 1889/90 sieglos geblieben war. Als Ersatz für den erkrankten Robert Haresnape besetzte er dieses Mal den rechten Flügel. Dabei brachte er seine Mannschaft mit Unterstützung des gegnerischen Abwehrspielers Alf Underwood in Führung, der Treffer reichte aber erneut nicht für einen Punktgewinn (Endstand 1:3). Am Saisonende verließ er den FC Burnley.